# Stadium Australia
Stadium Australia (IPA /ˈsteɪdiəm ɒˈstreɪliə/) è un impianto sportivo di Sydney, capitale del Nuovo Galles del Sud.
Si tratta di un impianto multifunzione, le cui tribune mobili permettono di modificarne la destinazione d'uso e renderlo idoneo sia al cricket, sia a sport di squadra come calcio, football australiano, rugby a XIII e rugby a XV; al momento dell'inaugurazione era dotato anche di pista per gare di atletica leggera, successivamente rimossa.
Con una capacità di oltre 83000 posti, è il secondo stadio più capiente d'Australia dopo il Melbourne Cricket Ground e il terzo più capiente dell'Emisfero Sud dopo anche il Soccer City di Johannesburg.
Annunciato fin dal 1993, fu iniziato nel 1996 finanziato da capitali privati e inaugurato nel 1999.
Nel corso dei giochi olimpici del 2000 ne ospitò le cerimonie d'apertura e chiusura, le gare d'atletica leggera e la finale del torneo di calcio maschile e, per tale ragione, fu noto anche come Sydney Olympic Stadium benché tale nome non sia mai stato ufficiale.
Subito dopo i Giochi olimpici affrontò una ristrutturazione a seguito della quale la sua capienza fu ridotta dagli oltre 100000 posti originali a circa 85000, furono motorizzate le tribune e rimossa la pista d'atletica.
Nel 2016 lo Stadium Australia passò in mano pubblica sotto la proprietà del governo del Nuovo Galles del Sud, che da contratto era destinato a entrarne in possesso nel 2031.
Oltre agli eventi dei giochi olimpici del 2000, lo Stadium Australia fu il principale impianto della Coppa del Mondo di rugby 2003 della quale ospitò la finale; è una delle sedi più utilizzate delle squadre nazionali australiane di calcio, rugby a XIII e rugby a XV, e nel 2023 ha accolto varie gare, tra cui la finale, del campionato mondiale femminile di calcio.
È, inoltre, una delle sedi designate della 21ª Coppa d'Asia femminile di calcio, in programma nel 2026.
Fatte salve le citate manifestazioni internazionali in cui i nomi commerciali sono proibiti, l'impianto fu noto tra il 2002 e il 2007 come Telstra Stadium, dal 2008 al 2020 come ANZ Stadium e, da novembre 2021, come Accor Stadium.

## Storia

### Le origini
Il progetto di un nuovo stadio olimpico era già previsto nel 1993 in occasione della candidatura di Sydney al CIO per ospitare i Giochi estivi del 2000; una volta ottenutane l'organizzazione, il governo del Nuovo Galles del Sud pubblicò gli inviti a manifestare interesse alla partecipazione con capitali alla costruzione delle strutture per i giochi, tra cui lo stadio delle cerimonie d'apertura e chiusura e delle gare d'atletica.

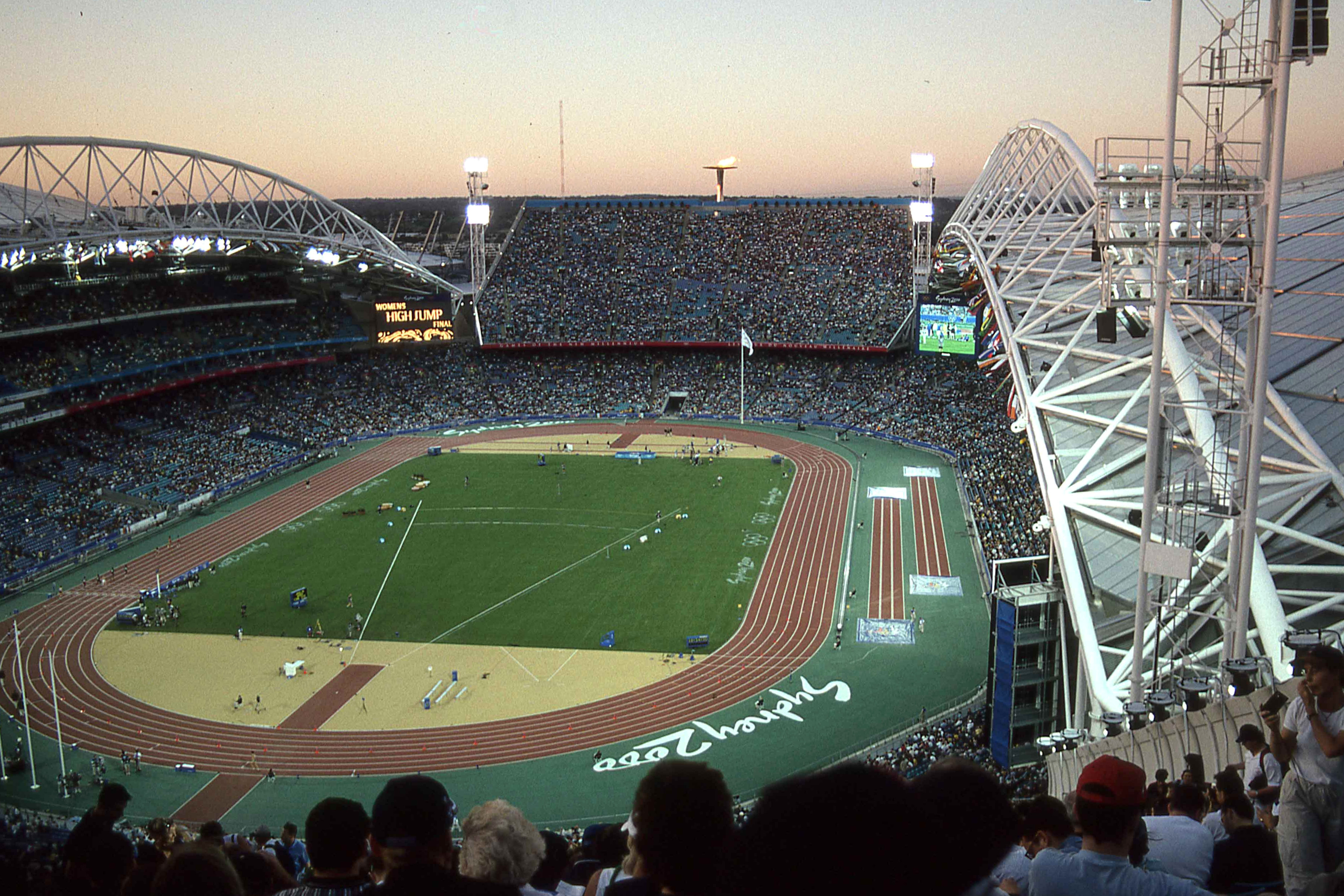
Lo stadio, nella configurazione originaria con pista per l'atletica, qui durante la finale della gara olimpica di salto in lungo femminile

A fine 1995 quasi tutti i lavori olimpici erano iniziati tranne il villaggio olimpico e lo stadio, la cui costruzione era ancora in attesa perché nel frattempo il liberale John Fahey era stato sostituito alla guida del governo del Nuovo Galles del Sud dal laburista Bob Carr e la nuova coalizione si era presa del tempo per esaminare le voci di spesa prima di autorizzare definitivamente il progetto.
I lavori iniziarono a settembre 1996 su progetto dello studio di architettura HOK Sports (successivamente noto come Populous) coadiuvato dallo studio Bligh Lobb Sports Architecture (successivamente BVN Architecture) e il sostegno ingegneristico degli studi Sinclair Knight Merz e Modus Engineers  per quanto riguarda il know-how dell'acciaio.
Contraente generale fu Brookfield Multiplex, esecutrice dei lavori insieme alla multinazionale giapponese Obayashi.
La prima pietra dello stadio fu consegnata alla città di Sydney dal ministro della cultura greco in rappresentanza del suo Paese per onorare l'ultima olimpiade del secondo millennio; essa fu estratta da una cava distante circa 10 km dal sito delle olimpiadi dell'era antica.
I lavori di costruzione durarono circa due anni e mezzo e il 6 marzo 1999 lo stadio fu inaugurato.
Nella sua configurazione originaria lo Stadium Australia, costato 690000000 AUD, poteva ospitare 110000 spettatori (in realtà 115600, al lordo degli inviti stampa e altre limitazioni di sicurezza) grazie a due tribune maggiorate alle estremità corte del terreno di gioco.
Al momento della sua inaugurazione era il più capiente stadio olimpico dei giochi moderni, avendo superato di 9000 unità il Coliseum di Los Angeles.
Il 15 settembre 2000 vi si tenne la cerimonia d'apertura dei XXVII giochi olimpici, con l'atleta di casa Cathy Freeman ad accendere il braciere.
La pista di atletica fu fornita e installata dall'italiana Mondo, e su di essa si svolsero le gare podistiche di velocità e di fondo.
Il prato dello stadio accolse altresì la finale del torneo maschile di calcio tra le nazionali olimpiche di Spagna e Camerun, con vittoria della compagine africana 7-5 dopo i tiri di rigore davanti a più di 104000 spettatori.
Dal 18 al 29 ottobre successivi lo Stadium Australia fu la sede anche degli undicesimi giochi paralimpici.
Benché tutti i maggiori eventi sportivi fossero stati dirottati allo Stadium Australia, la società proprietaria dell'impianto chiuse i primi bilanci con pesanti perdite di esercizio: 24 milioni di dollari nel 1999, 11 milioni nel 2000 e altrettanti nel 2001.
Il governo statale, in linea con la propria dottrina di non finanziare iniziative private con fondi pubblici, non concesse fondi per ridurre il passivo, ma accettò di contribuire con circa 8 milioni ai lavori di ristrutturazione previsti per la riconfigurazione dell'impianto.

### Dopo i Giochi olimpici
Dopo il doppio appuntamento olimpico iniziarono i lavori, già previsti in fase di progettazione, per la riduzione della capienza a poco più di 80000 spettatori e la motorizzazione delle tribune, necessarie per modificare la forma e la destinazione del terreno di gioco a seconda della disciplina: ovale per le gare di cricket e football australiano, rettangolare per quelle di calcio, rugby a XIII e a XV.
I lavori, ancora guidati dal contraente generale Brookfield Multiplex per un costo di circa ottanta milioni di dollari, riadattarono la capacità dell'impianto a 83500 posti per eventi su campo rettangolare (calcio e rugby) e 81500 per quelli su campo ellittico (football australiano e cricket).

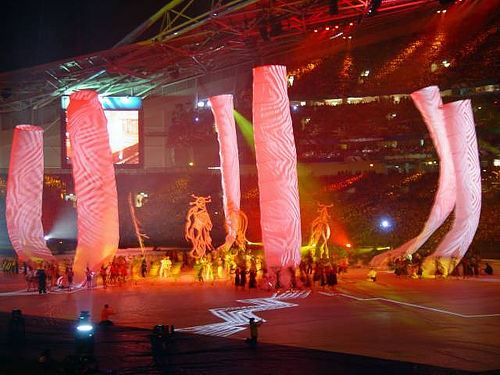
La cerimonia d'apertura della

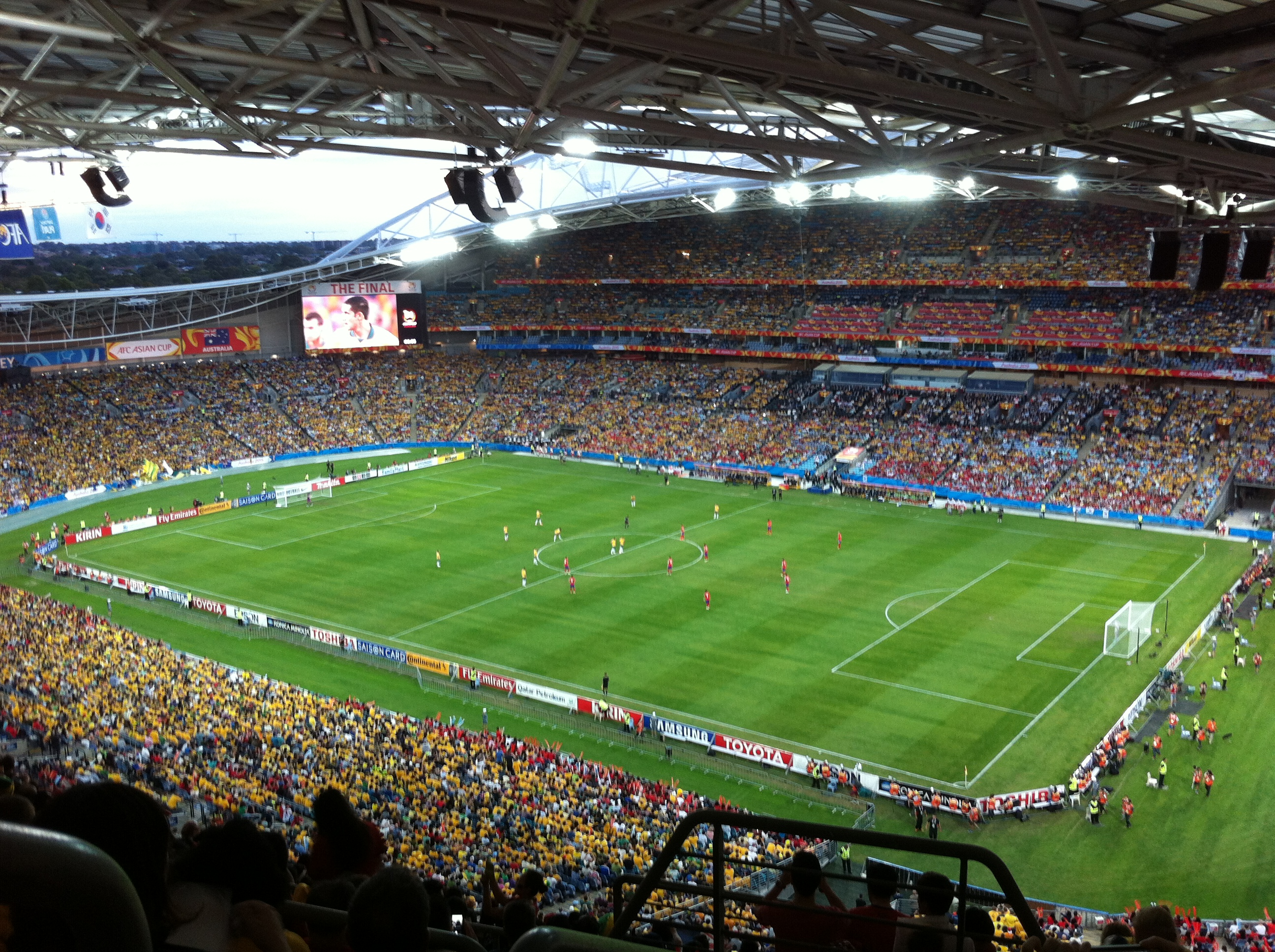
Un'immagine della finale della Coppa d'Asia di calcio 2015 tra e

A cantiere ancora aperto la società proprietaria dell'impianto ne concesse i diritti di naming alla compagnia telefonica australiana Telstra.
La ristrutturazione terminò nella seconda metà del 2003, proprio a ridosso dell'imminente Coppa del Mondo di rugby.
Nel 2002, infatti, l'Australia aveva ricevuto, con non più di un anno e mezzo di preavviso, il mandato a organizzare la massima rassegna rugbistica mondiale, e il nuovo stadio di Sydney fu uno tra i candidati d'obbligo ad accogliere gli incontri del torneo.
Nel corso della manifestazione ospitò tre partite della fase a gironi (tra cui l'incontro inaugurale tra Australia e Argentina facente seguito alla cerimonia d'apertura ivi tenutasi), entrambe le semifinali e le due finali, quella per il terzo posto tra Francia e Nuova Zelanda e soprattutto quella per il titolo, al termine della quale l'Inghilterra sconfisse l'Australia nei tempi supplementari con un calcio in drop di Jonny Wilkinson quando ormai l'incontro era prossimo alla fine in parità.
Per quanto riguarda invece il rugby a XIII, già dall'inaugurazione nel 1999 lo Stadium Australia ospita una delle tappe dello State of Origin, la serie annuale di tre incontri tra le rappresentative statali del Nuovo Galles del Sud e del Queensland: la prima partita tra le due selezioni registrò, il 10 giugno 1999, un picco di 88336 spettatori, record di affluenza per tale disciplina prima della ristrutturazione; in assoluto, il primato di presenze per eventi non olimpici nella prima configurazione dello stadio fu rilevato in occasione dell'incontro di rugby a XV del Tri Nations 2000 tra Australia e Nuova Zelanda che vide la presenza di 109874 spettatori.
Il 16 novembre 2005 lo stadio ospitò la gara di ritorno dello spareggio asiatico-sudamericano di qualificazione al campionato mondiale di calcio 2006: l'Australia batté l'Uruguay 1-0 entro i tempi supplementari, così pareggiando la sconfitta subìta con analogo punteggio a Montevideo, e successivamente si impose 4-2 ai tiri di rigore; tale vittoria significò una storica qualificazione, la seconda assoluta a 32 anni di distanza dalla prima, e la zolla di terreno su cui fu battuto il rigore decisivo trasformato da John Aloisi fu rimossa nel corso di una cerimonia per essere conservata sotto vetro.
Il 12 dicembre 2007 la società proprietaria dello stadio annunciò un accordo settennale di sponsorizzazione con l'istituto di credito Australia and New Zealand Banking Group tramite cui, a partire dal 1º gennaio successivo, la struttura avrebbe assunto il nome di ANZ Stadium a fronte di un corrispettivo economico di 31500000 AUD scaglionato in sette pagamenti annuali di circa 4500000 AUD ciascuno.
A fine 2008 andò in scadenza l'accordo siglato dieci anni prima tra la società di gestione del Sydney Cricket Ground e la federazione rugbistica del Nuovo Galles del Sud, organismo dirigente della franchise professionistica del Waratahs in Super Rugby; a seguito di ciò la squadra si trasferì allo Stadium Australia a partire dal Super 14 2009 e vi rimase per 7 stagioni, durante le quali vi vinse anche la finale per il titolo 2014 prima di tornare nuovamente, dal 2016, al Cricket Ground.

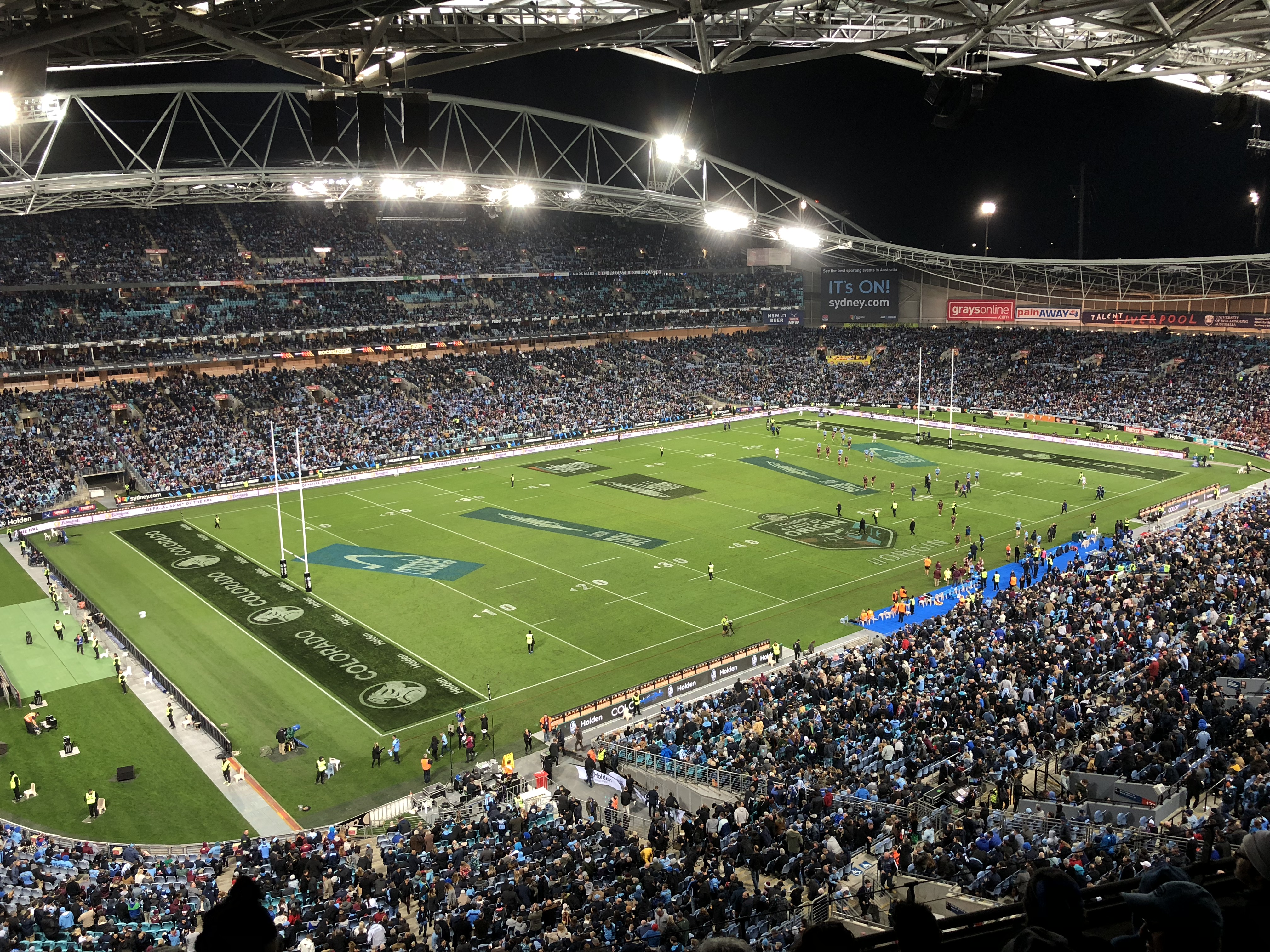
Lo State of Origin del 2018, incontro tra le selezioni statali di rugby a 13 di Nuovo Galles del Sud e Queensland

Il 1º febbraio 2012 lo stadio ospitò anche il suo primo incontro internazionale di cricket, una sfida nella versione Twenty20 tra l'Australia e l'India.
Nel 2013 lo Stadium Australia ospitò altresì la terza e decisiva partita della serie di test match di rugby a XV che l'Australia aveva in programma contro la formazione interbritannica dei British Lions, per la prima volta in tour nel Paese dopo 12 anni: gli Wallabies furono sconfitti 16-41 e i Lions vinsero la serie.
Ad aprile 2014 l'accordo di naming con ANZ, in scadenza a fine anno, fu rinnovato fino a tutto il 2017.
In quel periodo la A-League, la lega professionistica calcistica australiana, era solita organizzare nell'impianto amichevoli di alto profilo tra formazioni europee (Chelsea, Manchester Utd, Liverpool) e club del proprio campionato; tra gli altri eventi allestiti, anche un'estemporanea A-League All-Star, selezione di giocatori del torneo che si esibiva contro ospiti dell'emisfero boreale; nel 2014 fu la Juventus ospite di tale evento e, singolarmente, la formazione di lega australiana era capitanata da Alessandro Del Piero, tesserato per il Sydney FC, per 19 stagioni calciatore del club torinese e per la prima e unica volta in carriera schierato contro la sua ex-squadra.
All'inizio del 2015 l'Australia ospitò la fase finale della diciannovesima Coppa d'Asia di calcio e lo Stadium Australia fu sede di sei incontri del torneo: tre nella fase a gironi e uno ciascuno per ogni turno a eliminazione, dai quarti fino alla finale che vide contrapposte la Corea del Sud e la compagine padrona di casa dell'Australia, vittoriosa 2-1 nei tempi supplementari grazie a un goal di James Troisi.
Nel quadro dei negoziati per l'acquisizione dello Stadium Australia al patrimonio pubblico, il governo del Nuovo Galles del Sud annunciò a settembre 2015 il progetto di dotare l'impianto di tetto mobile richiudibile.
Il passaggio di proprietà si concretizzò nel luglio 2016 e un anno più tardi il governo statale dichiarò di voler completamente demolire lo stadio e ricostruirne uno nuovo sullo stesso sito.
Tale progetto ‒ da 1,3 miliardi di dollari ‒ fu scartato già pochi mesi più tardi in favore una ristrutturazione completa da circa 800 milioni tesa a trasformare Stadium Australia in un impianto dotato di campo solo rettangolare; tuttavia, anche tale piano non vide mai la luce e a maggio 2020 fu definitivamente accantonato, viste anche le priorità imposte dal contrasto alla pandemia di COVID-19.
A giugno 2020 la FIFA assegnò ad Australia e Nuova Zelanda l'organizzazione del 9º campionato mondiale femminile di calcio in programma nel 2023, dove lo Stadium ospitò l'incontro inaugurale della squadra di casa e, a seguire, una partita per ogni turno dei play-off, compresa la finale che vide la Spagna battere 1-0 l'Inghilterra con un goal di Olga Carmona.
Australia and New Zealand Banking Group, dopo un ulteriore prolungamento triennale dei propri diritti nel 2017, non rinnovò oltre il 2020 il proprio contratto di naming della struttura; a novembre 2021 il dipartimento dello Sport del Nuovo Galles del Sud e la multinazionale di servizi per l'accoglienza Accor siglarono un accordo di naming valido per sette anni a tutto 2028, a seguito del quale l'impianto ha assunto il nome commerciale di Accor Stadium.
A seguito del ricevuto affidamento dell'organizzazione della 21ª Coppa d'Asia femminile in programma a marzo 2026, la federcalcio australiana ha incluso lo stadio tra le cinque strutture destinate a ospitare la manifestazione.

## Caratteristiche
Fin dalla sua ideazione, lo Stadium Australia fu pensato come impianto a basso impatto ecologico, in linea con le intenzioni delle autorità australiane di chiudere il II millennio con un'Olimpiade green e all'insegna del rispetto dell'ambiente.

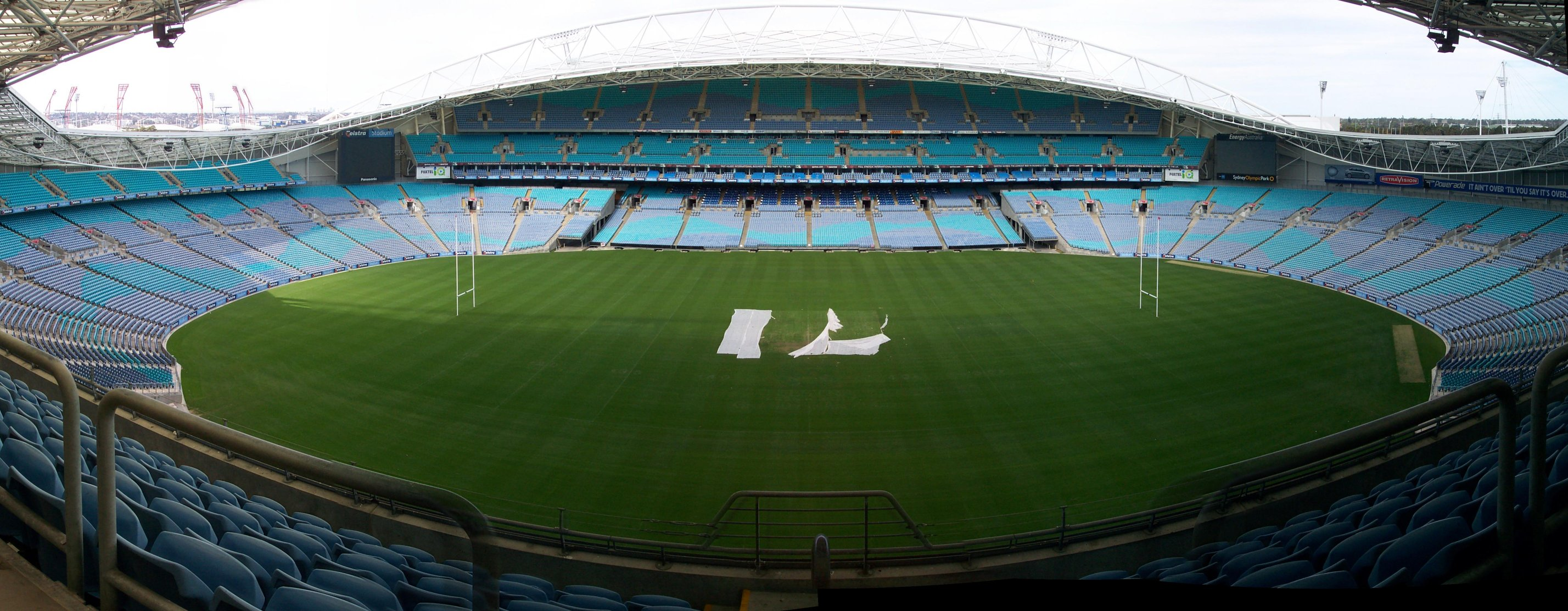
Le tribune semoventi dello stadio durante la trasformazione del terreno in campo per football australiano

Un'accurata analisi del ciclo di vita dei materiali effettuata nel 2001 dal Royal Melbourne Institute of Technology e la razionalizzazione dell'uso degli stessi in fase di progetto si traducono, sulla base di una vita utile dell'impianto stimata in 50 anni, in un risparmio energetico di circa il 30% rispetto a una struttura convenzionale di analoga capienza.
L'utilizzo di energia prodotta da impianti in cogenerazione altresì riduce del 37% il contributo dello stadio all'effetto serra.
Il 77% dell'acqua, inoltre, è o riciclata o proveniente dalle precipitazioni atmosferiche, permettendo un risparmio idrico del 13%.
Insieme a tutto il parco olimpico al centro del quale si trova, lo Stadium Australia fu edificato su un'area, nota come Homebush, in attesa di riqualificazione dopo essere stata a lungo il luogo dove sorgeva un mattatoio.
L'opera, costruita interamente in cemento armato con coperture in acciaio tubolare, è alta 58 m da terra e il suo corpo si sviluppa su otto livelli fuori terra nei quali trovano posto, tra le altre cose, alcuni ristoranti, sale riunioni, sale per ricevimenti e aree per convegni.
La struttura tubolare che funge da armatura per il tetto è alta 14 m e appoggia su blocchi reggispinta in cemento ancorati all'opera muraria dell'impianto; a sua volta l'armatura regge una copertura di 30000 m² di policarbonato fotocromatico per filtrare la luce del sole.
Le campate delle due travature in acciaio a forma d'arco sono lunghe 295,6 m e il tetto pesa 4100 t.
Il tetto protegge dagli agenti atmosferici circa 60000 spettatori.
Lo stadio post-ristrutturazione del 2001 prevede una capienza massima di 83500 posti quando la configurazione delle tribune è quella di campo rettangolare per incontri di calcio o rugby, con il 54% dei posti totali a una distanza massima di 15 m dal campo di gioco.
In configurazione con terreno di gioco ellittico (football australiano o cricket) lo stadio è capace di ospitare 81000 spettatori.
Dal punto di vista societario, l'impianto appartenne dalla fondazione fino al 2016 a Stadium Australia Ltd, società di capitali privati sorta per la costruzione e il godimento dei diritti della struttura fino al 2031, anno in cui essa sarebbe stata acquisita al patrimonio dello stato del Nuovo Galles del Sud; tuttavia il governo locale ne decise l'acquisto con 15 anni d'anticipo rispetto alla scadenza naturale e ne affidò la gestione al proprio dipartimento dello Sport.

## Usi non sportivi
Lo Stadium Australia è utilizzato fin dalla sua nascita come sede per concerti.

L'esibizione di Adele dell'11 marzo 2017 allo Stadium Australia

Il primo in assoluto della sua storia fu un'esibizione dei Bee Gees a fine marzo 1999, circa 3 settimane dopo l'apertura ufficiale, che totalizzò 66285 spettatori e incassò circa 5120000 AUD.
Tra gli altri vari gruppi di rilievo esibitisi nello stadio figurano gli australiani AC/DC con 3 tappe del loro Black Ice World Tour tra il 18 e il 22 febbraio 2010 con un picco, nella prima delle tre serate, di 70282 spettatori; il rapper statunitense Eminem, invece, fu di scena in tale impianto due volte a distanza di cinque anni esatti, la prima volta il 22 febbraio 2014 di fronte a un pubblico di 53649 spettatori e la seconda il 22 febbraio 2019 davanti a 70891 paganti.
Ancora, lo Stadium Australia vide di scena in due occasioni la statunitense Taylor Swift: la prima il 28 novembre 2015 nel corso del suo 1989 World Tour, concerto che registrò l'allora affluenza record di 75980 spettatori paganti, e la seconda il 2 novembre 2018 come tappa del Reputation Stadium Tour, alla presenza di circa 80000 spettatori.
Il record assoluto post-olimpico d'affluenza va tuttavia ascritto alla cantante britannica Adele che nelle due serate del suo tour Live 2016 registrò complessivamente quasi 200000 spettatori: il 10 marzo 2017, infatti, i paganti furono 95544, ventimila in più del citato record di Taylor Swift, ma tale nuovo primato fu infranto la sera seguente, quando i biglietti emessi risultarono essere 98364.

## Incontri internazionali di rilievo

### Calcio
| Arbitro: | Felipe Ramos Rizo |

|                              |                      |                                |
| Xavi 2’ Gabri 45+2’          | Marcatori            | 53’ (aut.) Amaya 58’ Eto'o     |
| Xavi Capdevila Amaya Albelda | Tiri di rigore 3 – 5 | Mboma Eto’o Geremi Lauren Womé |

| Arbitro: | Alireza Faghani |

|                     |           |                        |
| Son Heung-min 90+1’ | Marcatori | 45’ Luongo 105’ Troisi |

| Arbitro: | Tori Penso |

|             |           |  |
| Carmona 29’ | Marcatori |  |

### Rugby a 15
| Arbitro: | André Watson |

|                            |      |                              |
| Tuqiri 6’                  | mt   | 38’ J. Robinson              |
| Flatley 47’, 60’, 80’, 97’ | c.p. | 10’, 18’, 27’, 82’ Wilkinson |
|                            | drop | 100’ Wilkinson               |